# Melvin Ajinça
Melvin Pierre Ajinça (* 26. Juni 2004 in Villeneuve-Saint-Georges) ist ein französischer Basketballspieler.

## Werdegang
Der Neffe von Alexis Ajinça spielte als Jugendlicher beim Verein ES Montgeron Basket Ball, dann bei US Ris Orangis Basket. 2018 wechselte er an das französische Leistungszentrum INSEP.
Im Sommer 2022 unterschrieb Ajinça einen Vertrag als Berufsbasketballspieler beim Zweitligisten Saint-Quentin Basket-Ball. Er wurde als bester junger Spieler der Zweitligasaison 2022/23 ausgezeichnet und stieg mit Saint-Quentin in die erste Liga auf.
Die New York Knicks wählten den Franzosen beim NBA-Draftverfahren im Juni 2024 aus, gaben ihn anschließend jedoch an die Dallas Mavericks ab. Ajinça lief für die Texaner 2024 in der Sommerliga der NBA auf, wechselte dann aber zu ASVEL Lyon-Villeurbanne.

### Nationalmannschaft
Ajinça war 2022 Teilnehmer der U18-Europameisterschaft. Im Sommer 2023 fuhr er mit der französischen Auswahl zur U19-Weltmeisterschaft, gewann die Silbermedaille und war mit einem Mittelwert von 19,3 Punkten je Begegnung zweitbester Korbschütze des WM-Turniers.